# IC 1028
IC 1028 је спирална галаксија у сазвјежђу Волар која се налази на листи објеката дубоког неба у Индекс каталогу.
Деклинација објекта је + 41° 39' 3" а ректасцензија 14h 33m 16,4s. Привидна величина (магнитуда) објекта IC 1028 износи 14,0 а фотографска магнитуда 14,7. IC 1028 је још познат и под ознакама UGC 9368, MCG 7-30-25, CGCG 220-28, PGC 52005.